# Nozay, Essonne
Nozay là một xã trong vùng hành chính Île-de-France, thuộc tỉnh Essonne, quận Palaiseau, tổng Canton de Montlhéry. Tọa độ địa lý của xã là 48° 39' vĩ độ bắc, 2° 14' kinh độ đông. Nozay có điểm thấp nhất là 100 mét và điểm cao nhất là 168 mét. Xã có diện tích 7,33 km², dân số vào thời điểm 1999 là 4275 người; mật độ dân số là 594 người/km².

## Địa điểm tham quan
- Nhà thờ Saint-Germain (thế kỉ thứ 12)
- La pierre des Templiers (thế kỉ thứ 13)